# Pommerit-Jaudy
Pommerit-Jaudy är en kommun i departementet Côtes-d'Armor i regionen Bretagne i nordvästra Frankrike. Kommunen ligger i kantonen La Roche-Derrien som tillhör arrondissementet Lannion. År 2018 hade Pommerit-Jaudy 1 208 invånare.

## Befolkningsutveckling
Antalet invånare i kommunen Pommerit-Jaudy
Referens:INSEE